# Cystonectae
Sous-ordre
Synonymes
Rhizophysaliae Chun, 1882
Le sous-ordre Cystonectae (les cystonectaires), est un des trois sous-ordres des siphonophores.

## Caractéristiques
Tout comme les siphonophores, un cystonectaire n'est pas un animal unique mais une colonie d'organismes, nommés zooïdes, chacun spécialisé dans une tâche précise. Ce qui différencie les cystonectaires des deux autres sous-ordres des siphonophores (calycophorae et physonectae) ce sont les rôles des zooïdes. En effet, un cystonectaire est composé d'un pneumatophore (un flotteur rempli de gaz) et d'un siphosome composé de zooïdes qui nourrissent la colonie, de zooïdes de reproduction, de zooïdes de défense,.
Chez les Cystonectae, le pneumatophore est assez gros, pourvu d'un pore apical et sans nectosome. Les siphosomes contiennent des gastrozoïdes avec des tentacules et des gonodendra (avecgonopalpons, gonophores et organes de natation non sexués) mais pas de bracta. Les gonophores d'une même colonie sont tous du même sexe.

## Liste des familles
Le sous-ordre Cystonectae possède deux familles et cinq espèces valides :
Selon World Register of Marine Species (25 septembre 2015) :
- famille Physaliidae Brandt, 1835
  - genre Physalia Lamarck, 1801
    - espèce Physalia physalis (Linnaeus, 1758)
- famille Rhizophysidae Brandt, 1835 
  - genre Bathyphysa Studer, 1878
    - espèce Bathyphysa conifera (Studer, 1878)
    - espèce Bathyphysa sibogae Lens & van Riemsdijk, 1908

  - genre Rhizophysa Péron and Lesueur, 1807 
    - espèce Rhizophysa eysenhardtii Gegenbaur, 1859
    - espèce Rhizophysa filiformis (Forsskål, 1775)